# Piccoli Maestri

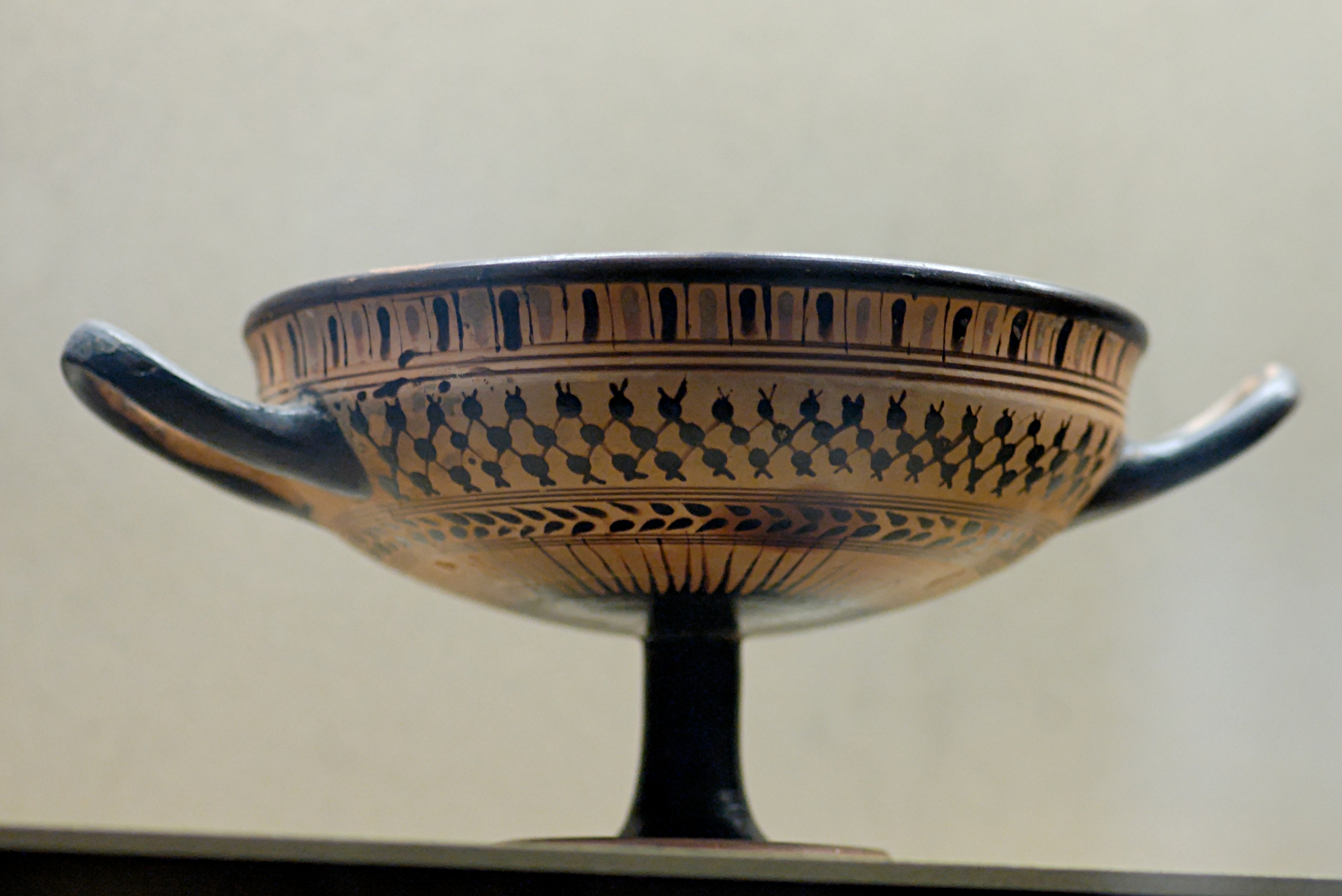
Decorazione miniaturistica di una kylix del tipo Kassel Cup

Piccoli Maestri (in tedesco Kleinmeister) è il nome con cui si indica un gruppo di ceramografi attici a figure nere, attivi tra il 560 e il 530 a.C. Il nome si riferisce alla loro prevalente attività come miniaturisti, benché di alcuni di essi si conoscano anche opere di maggiori dimensioni.
Danno il nome alla serie di piccole kylikes chiamate coppe dei Piccoli Maestri, una nuova forma che prende il posto delle coppe di Siana e che diviene dominante ad Atene nel terzo quarto del VI secolo a.C. Di fattura molto leggera e con un alto fusto hanno un precursore immediato nelle coppe di Gordion, una forma usata inizialmente da Ergotimos e Kleitias. Oltre al prototipo firmato dagli artisti del vaso François si conoscono poche altre kylikes di questo tipo prodotte da altri ceramisti. L'evoluzione delle coppe di Gordion ha portato alla creazione delle più diffuse coppe dei Piccoli Maestri sulle quali, più che altrove, prosegue lo stile del disegno in miniatura, messo a punto da Kleitias.
I Piccoli Maestri sono prevalentemente anonimi e lavorano per vasai che sono gli unici a firmare le coppe a dimostrazione della maggiore importanza assegnata alla forma del vaso rispetto alla decorazione pittorica, almeno in questo ambito.
La firma dell'autore su questo tipo di coppa tracciata in piccole lettere sull'invaso esterno assumeva spesso un aspetto e una funzione decorativa insieme ad animali, piccole scene mitologiche o di vita quotidiana.
Il Pittore di Amasis viene inserito nel gruppo dei Piccoli Maestri benché la decorazione di questo tipo di coppe non sia la sua attività principale. Il Pittore di Phrynos è l'autore della lip cup del British Museum (B424), considerata una delle più belle coppe della serie. Il Pittore di Tleson è forse il più tipico tra i Piccoli Maestri; è il decoratore della maggior parte delle coppe che portano la firma di Tleson vasaio, figlio di Nearchos. Dipinge preferibilmente animali, che sono facilmente riconoscibili su base stilistica perché eseguiti in modo personale e caratteristico. La firma di due ceramisti, Archikles e Glaukytes, si trova su una grande band cup conservata a Monaco di Baviera (Monaco 2243); non è noto chi fosse il ceramografo dei due e non sono note altre opere attribuibili.